# Vellmar
Vellmar település Németországban, Hessen tartományban. Lakosainak száma 18 622 fő (2023. december 31.).

## Népesség
A település népességének változása:
| Lakosok száma | 18 089 | 18 134 | 18 166 | 18 474 | 18 622 |
|               | 2017   | 2019   | 2021   | 2022   | 2023   |